# Милан Алексич
Милан Алексич  (серб. Милан Алексић, 13 травня 1986) — сербський ватерполіст, олімпійський чемпіон та медаліст, дворазовий чемпіон світу, триразовий чемпіон Європи.

## Виступи на Олімпіадах
| Олімпіада   | Дисципліна | Місце |
| ----------- | ---------- | ----- |
| Лондон 2012 | водне поло | 3     |
| Ріо 2016    | водне поло | 1     |

## Зовнішні посилання
- Досьє на sport.references.com